# Metoprolol
Metoprolol (handelsnavn Selo-Zok®) er et lægemiddel i beta-blokker gruppen. Metoprolol anvendes bl.a. til behandling af hypertension, angina pectoris, arytmi, tyrotoksikose, hjerteinsufficiens og forebyggende mod migræne. Metoprolol er en β1-selektiv beta-blokker. Metoprolol anvendes klinisk som enten tartrat- eller succinatsalt.
Off-label benyttes lægemidlet i nogle tilfælde mod eksamensangst, da det nedsætter effekten af adrenalin på kroppen. Man skal dog være opmærksom på at sit blodtryk ikke bliver for lavt, da det kan forårsage svimmelhed, og andre komplikationer heraf.

## Stereokemi
Metoprolol indeholder en stereocenter og består af to enantiomerer. Dette er et racemat, dvs. en 1: 1 blanding af (R) - og (S) -formen:
| Enantiomerer af metoprolol | Enantiomerer af metoprolol |
| -------------------------- | -------------------------- |
| CAS-Nummer: 81024-43-3     | CAS-Nummer: 81024-42-2     |